# Кім Чон Соп
Кім Чон Соп (кор. 김정섭; нар. 11 жовтня 1975) — південнокорейський борець греко-римського стилю, дворазовий чемпіон та бронзовий призер чемпіонатів Азії, чемпіон, срібний та бронзовий призер Азійських ігор, срібний призер Всесвітніх ігор військовослужбовців, володар Кубку світу, учасник Олімпійських ігор.

## Життєпис
Боротьбою почав займатися з 1990 року.
Виступав за спортивний клуб «Samsung Life» із Сеула. Тренер — Ін Соп Кім.
Після закінчення спортивної кар'єри перейшов на тренерську роботу. Серед вихованців срібний та бронзовий призер чемпіонатів Азії, бронзовий призер Азійських ігор Чон Хан Че.

## Спортивні результати на міжнародних змаганнях

### Виступи на Олімпіадах
| Змагання                    | Збірна         | Вагова категорія                 | Місце |
| --------------------------- | -------------- | -------------------------------- | ----- |
| Літні Олімпійські ігри 2008 | Південна Корея | греко-римська боротьба, до 84 кг | 13    |

### Виступи на Чемпіонатах світу
| Змагання                        | Збірна         | Вагова категорія                 | Місце |
| ------------------------------- | -------------- | -------------------------------- | ----- |
| Чемпіонат світу з боротьби 2005 | Південна Корея | греко-римська боротьба, до 84 кг | 5     |
| Чемпіонат світу з боротьби 2006 | Південна Корея | греко-римська боротьба, до 84 кг | 17    |
| Чемпіонат світу з боротьби 2007 | Південна Корея | греко-римська боротьба, до 84 кг | 5     |

### Виступи на Чемпіонатах Азії
| Змагання                       | Збірна         | Вагова категорія                 | Місце  |
| ------------------------------ | -------------- | -------------------------------- | ------ |
| Чемпіонат Азії з боротьби 2000 | Південна Корея | греко-римська боротьба, до 76 кг | 4      |
| Чемпіонат Азії з боротьби 2004 | Південна Корея | греко-римська боротьба, до 84 кг | Бронза |
| Чемпіонат Азії з боротьби 2005 | Південна Корея | греко-римська боротьба, до 84 кг | Золото |
| Чемпіонат Азії з боротьби 2006 | Південна Корея | греко-римська боротьба, до 84 кг | Золото |

### Виступи на Азійських іграх
| Змагання           | Збірна         | Вагова категорія                 | Місце  |
| ------------------ | -------------- | -------------------------------- | ------ |
| Азійські ігри 1998 | Південна Корея | греко-римська боротьба, до 76 кг | Бронза |
| Азійські ігри 2002 | Південна Корея | греко-римська боротьба, до 84 кг | Срібло |
| Азійські ігри 2006 | Південна Корея | греко-римська боротьба, до 84 кг | Золото |

### Виступи на Кубках світу
| Змагання                    | Збірна         | Вагова категорія                 | Місце  |
| --------------------------- | -------------- | -------------------------------- | ------ |
| Кубок світу з боротьби 2006 | Південна Корея | греко-римська боротьба, до 84 кг | Золото |

### Виступи на Всесвітніх іграх військовослужбовців
| Змагання                                | Збірна         | Вагова категорія                 | Місце  |
| --------------------------------------- | -------------- | -------------------------------- | ------ |
| Всесвітні ігри військовослужбовців 1999 | Південна Корея | греко-римська боротьба, до 76 кг | Срібло |

### Виступи на інших змаганнях
| Змагання                                                        | Збірна         | Вагова категорія                 | Місце  |
| --------------------------------------------------------------- | -------------- | -------------------------------- | ------ |
| Кубок Азії з боротьби 2003                                      | Південна Корея | греко-римська боротьба, до 84 кг | Бронза |
| Олімпійський кваліфікаційний турнір з боротьби 2004 (Новий Сад) | Південна Корея | греко-римська боротьба, до 84 кг | 9      |
| Міжнародний меморіал Дейва Шульца 2007                          | Південна Корея | греко-римська боротьба, до 84 кг | Бронза |

### Виступи на змаганнях молодших вікових груп
| Змагання                                      | Збірна         | Вагова категорія          | Місце |
| --------------------------------------------- | -------------- | ------------------------- | ----- |
| Чемпіонат світу з боротьби серед юніорів 1988 | Південна Корея | вільна боротьба, до 46 кг | 5     |